# Кригін Павло Львович
Павло Львович Кригін (1900, Російська імперія — ?) — радянський діяч органів прокуратури, прокурор Дрогобицької області. Один із організаторів масових радянських репресій на Дрогобиччині влітку 1941 року.

## Життєпис
Член ВКП(б).
Працював в органах прокуратури СРСР.
У грудні 1939 — липні 1941 року — прокурор Дрогобицької області.
Під час німецько-радянської війни перебував в евакуації.
У серпні 1944 — жовтні 1946 року — прокурор Дрогобицької області. Знятий з посади «за порушення соціалістичної законності».
Подальша доля невідома.

## Звання
- старший радник юстиції

## Нагороди
- орден Трудового Червоного Прапора
- медалі